# Coming Home (2014)
Coming Home (chinesisch 归来, Pinyin guīlái) ist ein chinesisches Filmdrama des Regisseurs Zhang Yimou aus dem Jahr 2014, das am 20. Mai 2014 bei den Internationalen Filmfestspielen von Cannes außerhalb des Wettbewerbs uraufgeführt wurde. Das Drehbuch ist eine Adaption des Romans The Criminal Lu Yanshi von Geling Yan.

## Handlung
Der Dissident und Professor Lu Yanshi wird während der Kulturrevolution als politischer Gefangener in ein Arbeitslager in Xining geschickt. Er flieht aus dem Lager, um seine innig geliebte Frau Feng Wanyu und seine Tochter Dandan wiederzusehen. Dandan, eine jugendliche angehende Balletttänzerin, darf die Hauptrolle in einer Aufführung des Staatsballetts nicht tanzen, weil ihr Vater politischer Gefangener ist. Um die Hauptrolle dennoch zu bekommen, verrät sie der Polizei das geplante heimliche Treffen ihrer Eltern. Daraufhin wird Lu verhaftet, Dandan bekommt die Hauptrolle jedoch dennoch nicht.
Drei Jahre später kehrt Lu gegen Ende der Kulturrevolution aus dem Lager zurück, wo ihn Dandan erwartet, die inzwischen in einer Textilfabrik arbeitet. Er erfährt, dass seine Frau nach der Misshandlung durch den Polizeibeamten Fang unter Amnesie leidet und ihn nicht mehr erkennt. Feng hält Lu manchmal für den Polizeibeamten Fang. Da Dandan Lus Gesicht aus allen Fotos im Familienalbum herausgeschnitten hat, gibt es auch keinen visuellen Beweis dafür, dass Lu Fengs Ehemann ist. Lu zieht in eine kleine Wohnung gegenüber der Wohnung seiner Frau. Um ihr näher zu sein und ihre Erinnerungen wieder zum Leben zu erwecken, gibt er sich als freundlicher Nachbar aus, der ihr ihre Briefe vorliest, oder als Klavierstimmer. Diese Personen erkennt Feng auch wieder und fasst Vertrauen zu den vermeintlichen Fremden. Gleichzeitig schreibt Lu ihr als Ehemann Briefe, vorgeblich aus dem Arbeitslager, denn Feng glaubt, dass ihr Mann immer noch dort ist, und wartet sehnsüchtig auf seine Rückkehr. In den Briefen überzeugt er Feng davon, ihrer Tochter zu vergeben, und liest sie ihr – in der Rolle des freundlichen Nachbarn – bei seinen Besuchen vor.
Feng fährt immer noch jede Woche zum Bahnhof, an dem die entlassenen Lagerinsassen ankommen, um ihren Mann zu erwarten. Am Ende des Films fährt Lu, der sich als Taxifahrer ausgibt, zusammen mit Feng zum Bahnhof, um mit ihr auf den vermeintlich heimkehrenden Lu zu warten.

## Produktion
Der Film wurde in Tianjin und Peking gedreht.

## Rezeption

### Finanzieller Erfolg
Der Film spielte in den USA 46 Mio. US-Dollar und weltweit 47,58 Mio. US-Dollar ein.

### Kritik
Der Film wurde von der Kritik überwiegend positiv aufgenommen. Bei Rotten Tomatoes erhielt er auf der Grundlage von 80 Rezensionen ein Rating von 89 % und eine durchschnittliche Bewertung von 7,6 von 10. Kinozeit lobte das hervorragende Darstellertrio und nannte ihn eines der besseren Werke Zhang Yimous, wenngleich er die Qualität früherer Meisterwerke nicht erreiche. Auch Filmdienst lobte den Film, bemerkte aber ebenfalls, dass er die subtile Feinheit früherer Filme des Regisseurs nicht ganz erreiche. Peter Sobczynski nannte den Film auf RogertEbert.com einen der besten Zhang Yimous seit Langem und betonte seine große emotionale Kraft, die die Botschaft des Films auch ohne üppiges visuelles Spektakel vermittele.